# CRISPR/Cas9
CRISPR/Cas9 ("Clustered Regularly Interspaced Short Palindromic Repeats" / "CRISPR-associated protein 9") er et molekylært maskineri som findes i visse bakterier og arkæer. I naturen er det et immunrespons som har til opgave at ødelægge indtrængende DNA-kæder, f.eks. fra angribende virus, ved at "klippe" det indtrængende DNA i stykker. Maskineriet beskrives derfor som en gensaks. Denne egenskab gør, at man i dag benytter CRISPR/Cas9 som bioteknologisk værktøj til foretage ændringer i arvemassen i forskellige organismer. For eksempel, anvendes teknologien i plantevidenskaben til at udvikle afgrøder, som er mere resistente mod diverse stressfaktorer. Udviklingen af CRISPR/Cas9 som genteknologisk værktøj tilskrives hovedsageligt Emmanuelle Charpentier og Jennifer Doudna, som i 2020 blev tildelt nobelprisen i kemi for deres arbejde.
CRISPR/Cas9 består af to hovedbestanddele; Cas9 -  et enzym der bryder dobbeltstrænget DNA, således at genomet kan modificeres, og et "guide"-RNA, der leder Cas9-enzymet frem til et ønsket gen.